# 161699 Lisahardaway
161699 Lisahardaway este o planetă minoră (asteroid) din Outer Main Belt⁠(d). A fost descoperită pe 26 aprilie 2006 la Observatorio de Cerro Tololo⁠(d) de Marc Buie⁠(d). 
Obiectul prezintă o orbită caracterizată de o semiaxă mare de 3,2218786669992 UAi, o excentricitate de 0,14559126929798, o înclinație de 0,67135581653929 ° în raport cu ecliptica.